# 君は誰と幸せなあくびをしますか。
『君は誰と幸せなあくびをしますか。』（きみはだれとしあわせなあくびをしますか。）は、日本の男性シンガーソングライター・槇原敬之の2枚目のスタジオ・アルバム。1991年9月25日発売。発売元はWEA MUSIC（後にワーナーミュージック・ジャパンに併合）。

## 解説
シングル「どんなときも。」大ヒットの最中に発売。本作から楽曲は槇原単独アレンジ。CDパッケージは、3面見開きデジパックジャケット仕様。歌詞はブック型でなく、横に広がる折り畳み型。1stアルバムに続き、デザインとアートワークは信藤三雄。初回プレス盤は、ジャケットに準じた切り抜きが出来るA4サイズ台紙が付属。1998年11月26日、初回生産限定・紙ジャケット仕様で再リリース。2012年11月14日にデジタルリマスターされ再リリース。9月発売CD-BOX『EARLY 7 ALBUMS』からの単独発売。9曲目の「3月の雪」は30-35歳をターゲットにしたコンピレーションCD+マガジン『30-35 vol.0 「卒業」』（2005/02/23発売、ソニー・ミュージックレダイレクト）に収録。
1998年11月26日に初回生産限定・紙ジャケット仕様で再リリース。
2012年11月14日にリマスターされ再リリース。こちらは9月に発売されたアルバムボックスセット『EARLY 7 ALBUMS』の単独発売盤である。
2024年10月23日に槇原のデビュー35周年を記念し、ワーナーから発売されたアルバムをアナログ化するプロジェクト「35th ANNIVERSARY ANALOG PROJECT」にて初LP化。収録音源は2012年リマスター盤。

## 収録曲
作詞・作曲・編曲：槇原敬之（Except：M-1・M-10編曲：服部克久／槇原敬之）
1. どんなときも。（Instrumental Version）（1:03）
2. 僕の彼女はウェイトレス（5:10）
3. AFTER GLOW（4:21）
4. Necessary（5:46）
5. 満月の夜（5:55）
6. EACH OTHER（5:38）
  - 2ndシングル『ANSWER』のアンサーソング。
7. ひまわり（3:47）
8. CALLIN'（5:54）
9. 3月の雪（4:48）
10. 僕は大丈夫。（4:54）
11. どんなときも。（5:04）

## アナログ盤収録曲
作詞・作曲・編曲：槇原敬之（Except：M-1・M-10編曲：服部克久／槇原敬之）
全曲2012年・リマスター音源
1. どんなときも。（Instrumental Version）
2. 僕の彼女はウェイトレス
3. AFTER GLOW
4. Necessary
5. 満月の夜
6. EACH OTHER
7. ひまわり
8. CALLIN'
9. 3月の雪
10. 僕は大丈夫。
11. どんなときも。

アナログ盤限定ボーナストラック
1. どんなときも。（バラード・ヴァージョン）

## 演奏
- 槇原敬之
  - Vocal (#2-11)
  - Keyboards (#6.7.9.11)
  - Acoustic Piano (#7)
- 服部克久：Conductor (#1.10)
- 吉田弥生：Acoustic Piano (#1.10)
- 川村正明：Oboe (#1)
- 斉藤葉：Harp (#1)
- 篠崎正嗣グループ：Strings (#1.10)
- 角田順：Guitars (#2.5.11)
- まりちゃん、うえちん、まるくん、さとうさん、きーちゃん、フレディ荒川、わかもとくん、わかだくん：Backing Vocals (#2.9)
- 松下誠：Guitars (#3.8)
- 八木のぶお：Mouth Harp (#3)
- 江口信夫：Drums (#4.5.6.7.9.11)
- 美久月千晴：Bass (#4.6.7.9)
- 松原正樹：Guitars (#4.6)
- 古賀森男：Guitars (#7.9)
- 浜口茂外也：Percussion (#9)
- 藤田乙比古、金谷直樹：Horn (#10)
- 春名禎子：Timpani (#10)

## 関連作品
- 僕の彼女はウェイトレス
  - “SMILING” 〜THE BEST OF NORIYUKI MAKIHARA〜
  - 制作側の都合により最後の音が途中でストップする意図となっており、そのまま次曲『SPY』へ繋がるように加工されている。
  - SMILING BOX 〜THE BEST OF NORIYUKI MAKIHARA〜
- EACH OTHER
  - SMILING2 〜THE BEST OF NORIYUKI MAKIHARA〜
  - SMILING BOX 〜THE BEST OF NORIYUKI MAKIHARA〜
- どんなときも。
  - “SMILING” 〜THE BEST OF NORIYUKI MAKIHARA〜
  - SMILING BOX 〜THE BEST OF NORIYUKI MAKIHARA〜
  - SMILING GOLD 〜THE BEST & BACKING TRACKS〜
  - 10.Y.O. 〜 THE ANNIVERSARY COLLECTION〜（「10.Y.O」バージョンでの収録）
  - Completely Recorded
  - GREEN DAYS（「'07」バージョンでの収録）
  - Noriyuki Makihara 20th Anniversary Best LIFE（「Renewed（Verison 4）」での収録）
  - 恋する心達のために（「キャラメルVer.」での収録）